# Antonio Grassi
Antonio Grassi (Chioggia, 11 luglio 1644 – Chioggia, 14 novembre 1715) è stato un vescovo cattolico italiano.

## Biografia
Nacque a Chioggia dalla famiglia Grassi, che nel 1718 sarebbe stata aggregata al patriziato veneziano.
Fu ordinato sacerdote il 4 giugno 1667.
Fu nominato vescovo di Chioggia il 21 maggio 1696, ricevendo la consacrazione episcopale il 3 giugno successivo dalle mani del cardinale Bandino Panciatichi.
Morì a Chioggia nel 1715, all'età di 71 anni.

## Genealogia episcopale
La genealogia episcopale è:
- Cardinale Scipione Rebiba
- Cardinale Giulio Antonio Santori
- Cardinale Girolamo Bernerio, O.P.
- Arcivescovo Galeazzo Sanvitale
- Caridnale Ludovico Ludovisi
- Cardinale Luigi Caetani
- Cardinale Ulderico Carpegna
- Cardinale Paluzzo Paluzzi Altieri degli Albertoni
- Cardinale Gasparo Carpegna
- Cardinale Bandino Panciatichi
- Vescovo Antonio Grassi